# کپورچال (بندر انزلی)
کپورچال، روستایی از توابع بخش مرکزی شهرستان بندر انزلی در استان گیلان ایران است.

## جمعیت
این روستا در دهستان چهارفریضه قرار دارد و براساس سرشماری مرکز آمار ایران در سال ۱۳۸۵، جمعیت آن ۱٬۸۳۸ نفر (۵۶۱خانوار) بوده‌است.